# 음력 8월 16일
음력 8월 16일은 음력 8월의 16번째 날이다.

## 사건
- 1940년 - 한국 광복군 창설.
- 1983년 - 대구 미국문화원 폭발 사건 발생.
- 1998년 - 익산 충전소 가스 폭발 사고 발생.
- 2015년 - 대한민국 울산과학기술대학교가 울산과학기술원(UNIST)으로 출범했다.

## 사망
- 1482년 - 조선 성종의 왕비 폐비 윤씨.

## 같이 보기
- 음력 360일: 1월 2월 3월 4월 5월 6월 7월 8월 9월 10월 11월 12월
- 전날:8월 15일 다음날:8월 17일 - 전달:7월 16일 다음달:9월 16일
- 양력:8월 16일
- 음력, 윤달